# (196000) Izzard
(196000) Izzard est un astéroïde de la ceinture principale.

## Description
(196000) Izzard est un astéroïde de la ceinture principale. Il fut découvert le 15 septembre 2002 à l'observatoire Palomar par Robert D. Matson. Il présente une orbite caractérisée par un demi-grand axe de 3,07 UA, une excentricité de 0,18 et une inclinaison de 1,4° par rapport à l'écliptique.

## Compléments